# Voi
Voi é a maior cidade do Condado de Taita-Taveta, no Quénia, na antiga Província da Costa. Está localizado no extremo oeste do Deserto de Taru, ao sul e oeste do Parque Nacional Tsavo East, com as Colinas Sagala ao sul.

## Economia
Voi serve como um mercado para produtos agrícolas e de carne, bem como de outras áreas vizinhas. O centro da cidade é composto principalmente por lojas de departamento, mercados, quiosques e hotéis. A maioria dos alojamentos que atendem turistas nos parques nacionais fica nos subúrbios, na periferia da cidade.

## História
Voi existia antes da chegada dos portugueses, árabes e outros visitantes à Costa Queniana. No entanto, algumas citações indicam que a cidade começou a crescer no final do século XIX, quando a ferrovia de Uganda foi construída. As pessoas começaram a se mudar para trabalhar na ferrovia e nas plantações de sisal próximas.  No entanto, o estatuto de município com uma área de cerca de 16.27 km2 não foi concedido até 1932. A cidade já ultrapassou há muito tempo a concessão original.

## Clima
Voi é propensa a um clima semiárido quente (Köppen: BSh).
| Dados climáticos para Voi                | Dados climáticos para Voi | Dados climáticos para Voi | Dados climáticos para Voi | Dados climáticos para Voi | Dados climáticos para Voi | Dados climáticos para Voi | Dados climáticos para Voi | Dados climáticos para Voi | Dados climáticos para Voi | Dados climáticos para Voi | Dados climáticos para Voi | Dados climáticos para Voi | Dados climáticos para Voi |
| Mês                                      | Jan                       | Fev                       | Mar                       | Abr                       | Mai                       | Jun                       | Jul                       | Ago                       | Set                       | Out                       | Nov                       | Dez                       | Ano                       |
| ---------------------------------------- | ------------------------- | ------------------------- | ------------------------- | ------------------------- | ------------------------- | ------------------------- | ------------------------- | ------------------------- | ------------------------- | ------------------------- | ------------------------- | ------------------------- | ------------------------- |
| Média alta °C (°F)                       | 31.6 (88.9)               | 32.9 (91.2)               | 33.3 (91.9)               | 31.8 (89.2)               | 29.9 (85.8)               | 29.0 (84.2)               | 28.1 (82.6)               | 28.0 (82.4)               | 29.2 (84.6)               | 31.1 (88)                 | 31.4 (88.5)               | 30.6 (87.1)               | 30.58 (87.03)             |
| Média baixa °C (°F)                      | 20.1 (68.2)               | 20.2 (68.4)               | 20.8 (69.4)               | 20.4 (68.7)               | 20.0 (68)                 | 18.3 (64.9)               | 17.5 (63.5)               | 17.2 (63)                 | 17.6 (63.7)               | 18.9 (66)                 | 20.1 (68.2)               | 20.4 (68.7)               | 19.29 (66.73)             |
| Média precipitação mm (pol.)             | 34 (1.34)                 | 29 (1.14)                 | 79 (3.11)                 | 100 (3.94)                | 30 (1.18)                 | 6 (0.24)                  | 3 (0.12)                  | 8 (0.31)                  | 15 (0.59)                 | 26 (1.02)                 | 106 (4.17)                | 119 (4.69)                | 555 (21.85)               |
| Média de dias de precipitação            | 5                         | 3                         | 8                         | 7                         | 5                         | 2                         | 1                         | 2                         | 3                         | 4                         | 10                        | 8                         | 58                        |
| Fonte: World Meteorological Organization |                           |                           |                           |                           |                           |                           |                           |                           |                           |                           |                           |                           |                           |

## Transporte

### Ferrovia
Voi tem duas estações ferroviárias. A primeira e mais antiga estação fica na Ferrovia Quênia-Uganda, construída pelos britânicos entre 1895 e 1901, ligando o porto de Mombaça a Uganda. Esta estação também forma a junção entre a linha principal e uma linha menor, agora abandonada, para Taveta, na fronteira com a Tanzânia. A segunda estação ferroviária, mais nova, atende à ferrovia de bitola padrão Mombasa–Nairóbi.

### Táxi
Há táxis disponíveis no centro da cidade com tarifas negociadas e não regulamentadas. Eles atendem várias rotas principalmente para bairros residenciais como Mwakingali, Ikanga, Sikujua, Mabomani, Birikani, Sofia, Kaloleni, Tanzânia, Msinga, Kariakoo, Msambweni e Mazeras.

### Ônibus e microônibus
Microônibus operam entre o centro da cidade e áreas próximas. Há também matatus viajando para Mombaça, Taita Hills, Wundanyi, Taveta e outros lugares. Suas rotas são regulamentadas por SACCOs, um grupo de instituições que prestam serviços financeiros à comunidade.
Várias empresas de ônibus também oferecem serviços diurnos e noturnos para várias partes do Quénia.